# Susy De Martini

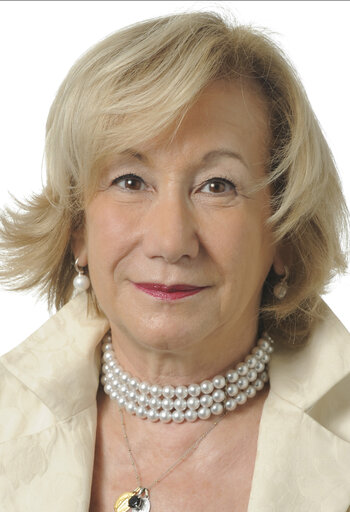
Susy De Martini

Susy De Martini (*  17. Juni 1952 in Genua) ist eine italienische Politikerin.

## Leben
De Martini studierte Medizin. Sie war von 1983 bis 2012 ständige Dozentin an der Universität Genua für die Fächer medizinische Psychologie, Arbeitspsychologie und vergleichendes Gesundheitsmanagement. De Martini war vom 12. April 2013 bis zum 30. Juni 2014 Mitglied des Europäischen Parlaments für die Fraktion der Europäischen Konservativen und Reformisten.